# Manoir de Stockelsdorf
Le manoir de Stockelsdorf (Herrenhaus Stockelsdorf) est un manoir allemand situé à Stockelsdorf dans le Holstein de l'Est.

## Histoire
Ce petit manoir de brique recouvert d'un enduit rouge, qui mesure 20 mètres sur 30 mètres, était la maison domaniale des terres du même nom. Il est orné d'un fronton triangulaire au milieu de sa façade à un niveau, avec un étage sous les combles. La porte d'honneur se détache de son entourage en grès orné au-dessus des armes du premier propriétaire, avec la date de construction, 1761.
C'est Georg Nicolaus von Lübbers qui le fait construire, probablement par Johann Adam Soherr, et dix ans plus tard il fonde la manufacture de faïence de Stockelsdorf. Le manoir change maintes fois de propriétaires, jusqu'à devenir une école en 1950. C'est depuis 1986 un bien culturel historique protégé. Il est restauré entre 2001 et 2003 par la commune qui créé une fondation et sert depuis à des concerts et à des expositions, avec un restaurant, tandis qu'une partie du parc est ouverte au public.

## Source
- (de) Cet article est partiellement ou en totalité issu de l’article de Wikipédia en allemand intitulé « Herrenhaus Stockelsdorf » (voir la liste des auteurs).